# Easy to Make Money
Easy to Make Money è un film muto del 1919 diretto da Edwin Carewe. Sceneggiato da Finis Fox su un soggetto di John Blackwood, il film - prodotto e distribuito dalla Metro Pictures Corporation - aveva come interpreti Bert Lytell, Gertrude Selby, Frank Currier, Stanton Heck, Ethel Shannon, Edward Connelly, Bull Montana, Hal Wilson.

## Trama

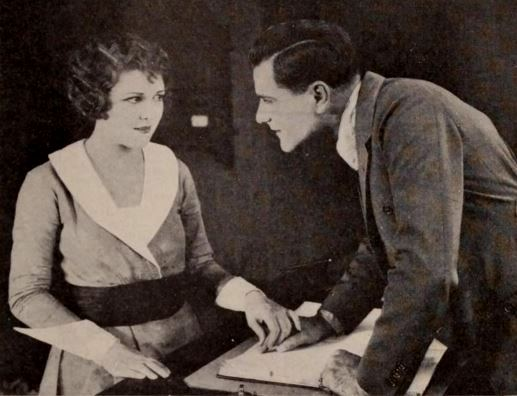
Gertrude Selby e Bert Lytell

Il ricco Slocum si vede costretto a pagare in continuazione le multe del figlio Jimmy, un giovanotto intemperante che passa il tempo a infrangere limiti di velocità e a cacciarsi nei guai. Il padre vorrebbe che il figlio sposasse Katherine Fowler, ma, quando Jimmy scommette con lui mille dollari che Katherine non lo vorrà, perde la scommessa. Jimmy, poi, vince un'altra scommessa, questa volta di venticinquemila dollari. Dopo essersi trovato un'ennesima volta nei guai a causa del suo carattere sregolato, il giovane promette al padre di darsi una regolata. Rimasto da solo in una piccola città, conosce Ethel Wheeler, la proprietaria di un albergo ormai fatiscente, e se ne innamora. Nella proprietà di Ethel si trova una fonte di acqua minerale: Jimmy avvia una piccola attività per imbottigliare l'acqua e rivenderla, riuscendo così ad avere successo negli affari. Il banchiere cittadino cerca di pignorare la proprietà ma Jimmy, con i suoi venticinquemila dollari apre una propria banca, sposa Ethel e ottiene finalmente il rispetto di suo padre che riconosce il successo del figlio.

## Produzione
Il film fu prodotto dalla Metro Pictures Corporation.

## Distribuzione
Il copyright del film, richiesto dalla Metro Pictures Corp. con il titolo - che fu poi cambiato - It's Easy to Make Money, fu registrato l'8 agosto 1919 con il numero LP14049.

Distribuito dalla Metro Pictures Corporation, il film uscì nelle sale statunitensi il 4 agosto 1919 come Easy to Make Money. In Francia, fu distribuito il 10 dicembre 1920 con il titolo L'Express 330.
Non si conoscono copie ancora esistenti della pellicola che viene considerata presumibilmente perduta.